# Kehnert
Kehnert is een plaats en voormalige gemeente in de Duitse deelstaat Saksen-Anhalt, en maakt deel uit van de Landkreis Stendal.
Kehnert telt 371 inwoners.